# 阿尔伯介属
阿尔伯介属（学名：Albileberis）是粗面介科下的一个属。

## 下属物种
本属包括以下物种：
- Albileberis sheyangensis Chen, 1982
- 震旦阿尔伯介 Albileberis sinensis Hou, 1982